# Живинско съвещание
Живинското съвещание е окръжна съвещателна сбирка на Скопския революционен окръг на Вътрешната македоно-одринска революционна организация, която се провежда през есента на 1905 година в Кумановско. Съвещанието се занимава с проблема със Сръбската пропаганда в Македония.

## История
Съвещанието се състои около Димитровден 1904 година. На сбирката присъстват почти всички отсамвардарски войводи: Мише Развигоров – щипски войвода, Петър Ангелов – паланечки войвода, Атанас Бабата – кратовски войвода, Костадин Нунков – кумановски войвода, Кръстю Българията – кочански войвода, и Даме Мартинов, който обикаля Велешко и Скопско с малка чета. Общо участниците са около 100 – 150 човека. Съвещането започва в кумановското село Живине, но още на първия ден се появяват потери и революционните дейци се изтеглят към Орашец, недалеч от Куманово, където заседанията продължават в една гора още 2 дена. Тъй като са открити от турски пъдар, се местят в село Мургаш, където заседават още една седмица. От Скопие пристига и Даме Груев, който наскоро е освободен от сръбски плен, придружен от кумановските учители Караманов, Левков и Попсерафимов. Съвещанието продължава един ден в село Пезово, след което четите заминават по районите си.

## Решения
Още в самото начало, докато българските дейци заседават в Живине, в Козяк откъм манастира „Свети Прохор Пчински“ се появява сръбска чета и конгресната сбирка започва да обсъжда мерките, които трябва да се вземат срещу сръбската пропаганда.
Тъй като Скопският революционен район няма чета, околията е дадена на Даме Мартинов.